# Kościół Zwiastowania Najświętszej Maryi Panny w Witkowie
Kościół Zwiastowania Najświętszej Maryi Panny – rzymskokatolicki kościół parafialny Zwiastowania Najświętszej Maryi Panny mieszczący się w Witkowie w dekanacie Kamienna Góra Wschód w diecezji legnickiej.

## Historia

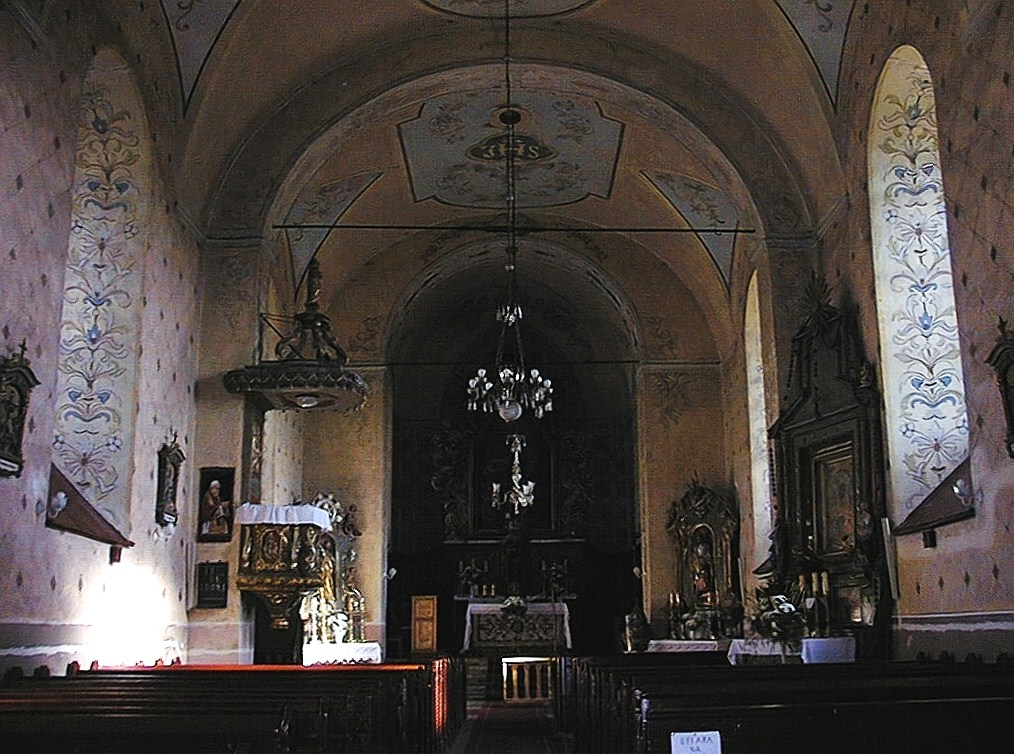
Nawa główna z prezbiterium

Kościół wzmiankowany w 1376 r., wzniesiony w XV w., w stylu gotyckim przebudowany w latach 1707 - 1710. Jest to budowla jednonawowa, murowana z kamienia i cegły, z wyniesionym z wieloma stopniami ponad nawę prezbiterium zamkniętym prosto i czworoboczną wieżą od strony zachodniej, zwieńczoną barokowym hełmem z latarnią. Przy wieży dwa aneksy, podobnie przy ścianie południowej, mury obwodowe na poszczególnych elewacjach akcentowane pilastrami. Wnętrze jednonawowe, nakryte kolebką z szeroko rozglifionymi oknami w ścianach bocznych. We wnętrzu zachowało się XVIII - wieczne wyposażenie, m.in.:  późnogotycka rzeźba Matki Bożej Bolesnej z początku XVI w., barokowy ołtarz główny, dwa neobarokowe ołtarze boczne, drewniana polichromowana ambona, prospekt organowy z instrumentem z 1879 r.   